# Pietrasanta
Pietrasanta település Olaszországban, Toszkána régióban, Lucca megyében. Lakosainak száma 22 870 fő (2023. január 1.). Pietrasanta Camaiore, Montignoso, Stazzema, Forte dei Marmi és Seravezza községekkel határos.

## Népesség
A település lakossága az elmúlt években az alábbi módon változott:
| Lakosok száma | 24 931 | 23 662 | 22 870 |
|               | 2010   | 2018   | 2023   |

## Testvérvárosa
- Létavértes, Magyarország